# Wind Breaker
Wind Breaker – manga autorstwa Satoru Nii, publikowana w magazynie internetowym „Magazine Pocket” wydawnictwa Kōdansha od stycznia 2021. Na jej podstawie studio CloverWorks wyprodukowało serial anime, którego emitowano od kwietnia do czerwca 2024, natomiast drugi sezon był nadawany od kwietnia do czerwca 2025.
Polski przekład mangi ukazuje się nakładem wydawnictwa Studio JG.

## Fabuła
Liceum Fuurin, szkoła znana z chuligańskiej, skłonnej do bójek młodzieży, wydaje się idealnym wyborem dla Haruki Sakury, który pragnie jedynie walczyć z innymi, rywalizować z najsilniejszymi i wywalczyć sobie drogę na szczyt. Jednak wkrótce Haruka przekonuje się, że uczniowie Fuurin używają swojej siły, by chronić miasto, a miejscowi uważają ich za bohaterów.

## Bohaterowie
- Haruka Sakura (jap. 桜 遥 Sakura Haruka)

Seiyū: Yūma Uchida 
- Kyōtarō Sugishita (jap. 杉下 京太郎 Sugishita Kyōtarō)

Seiyū: Kōki Uchiyama 
- Hayato Suō (jap. 蘇枋 隼飛 Suō Hayato)

Seiyū: Nobunaga Shimazaki 
- Hajime Umemiya (jap. 梅宮 一 Umemiya Hajime)

Seiyū: Yūichi Nakamura 
- Tōma Hiragi (jap. 柊 登馬 Hiiragi Tōma)

Seiyū: Ryōta Suzuki 
- Akihiko Nirei (jap. 楡井 秋彦 Nirei Akihiko)

Seiyū: Shōya Chiba 
- Taiga Tsugeura (jap. 柘浦 大河 Tsugeura Taiga)

Seiyū: Kengo Kawanishi 
- Mitsuki Kiryu (jap. 桐生 三輝 Kiryu Mitsuki)

Seiyū: Toshiyuki Toyonaga 
- Kotoha Tachibana (jap. 橘 ことは Tachibana Kotoha)

Seiyū: Ikumi Hasegawa 

## Manga
Pierwszy rozdział mangi został opublikowany 13 stycznia 2021 w magazynie internetowym „Magazine Pocket”. Następnie wydawnictwo Kōdansha rozpoczęło zbieranie rozdziałów do wydań w formacie tankōbon, których pierwszy tom ukazał się 7 maja tego samego roku. Według stanu na 9 czerwca 2025, do tej pory wydano 22 tomy.
21 lipca 2023 wydawnictwo Studio JG ogłosiło, że nabyło licencję na ten tytuł, natomiast premiera odbyła się 3 listopada tego samego roku.
| Nr | Język japoński      | Język japoński         | Język polski         | Język polski           |
| Nr | Data wydania        | ISBN                   | Data wydania         | ISBN                   |
| -- | ------------------- | ---------------------- | -------------------- | ---------------------- |
| 1  | 7 maja 2021         | ISBN 978-4-06-522979-8 | 3 listopada 2023     | ISBN 978-83-8257-254-4 |
| 2  | 9 lipca 2021        | ISBN 978-4-06-524015-1 | 30 stycznia 2024     | ISBN 978-83-8257-352-7 |
| 3  | 9 września 2021     | ISBN 978-4-06-524849-2 | 28 marca 2024        | ISBN 978-83-8257-394-7 |
| 4  | 9 listopada 2021    | ISBN 978-4-06-525995-5 | 30 maja 2024         | ISBN 978-83-8257-444-9 |
| 5  | 7 stycznia 2022     | ISBN 978-4-06-526596-3 | 27 lipca 2024        | ISBN 978-83-8257-493-7 |
| 6  | 9 marca 2022        | ISBN 978-4-06-527281-7 | 10 października 2024 | ISBN 978-83-8257-549-1 |
| 7  | 9 czerwca 2022      | ISBN 978-4-06-528174-1 | 12 grudnia 2024      | ISBN 978-83-8257-596-5 |
| 8  | 9 sierpnia 2022     | ISBN 978-4-06-528846-7 | 28 lutego 2025       | ISBN 978-83-8257-651-1 |
| 9  | 7 października 2022 | ISBN 978-4-06-529412-3 | 12 maja 2025         | ISBN 978-83-8257-704-4 |
| 10 | 6 stycznia 2023     | ISBN 978-4-06-530343-6 | —                    |                        |
| 11 | 7 kwietnia 2023     | ISBN 978-4-06-531234-6 | —                    |                        |
| 12 | 8 czerwca 2023      | ISBN 978-4-06-531879-9 | —                    |                        |
| 13 | 8 sierpnia 2023     | ISBN 978-4-06-532670-1 | —                    |                        |
| 14 | 9 listopada 2023    | ISBN 978-4-06-533549-9 | —                    |                        |
| 15 | 9 stycznia 2024     | ISBN 978-4-06-534179-7 | —                    |                        |
| 16 | 8 marca 2024        | ISBN 978-4-06-534870-3 | —                    |                        |
| 17 | 9 maja 2024         | ISBN 978-4-06-535507-7 | —                    |                        |
| 18 | 7 sierpnia 2024     | ISBN 978-4-06-536127-6 | —                    |                        |
| 19 | 8 października 2024 | ISBN 978-4-06-537189-3 | —                    |                        |
| 20 | 8 stycznia 2025     | ISBN 978-4-06-538060-4 | —                    |                        |
| 21 | 7 marca 2025        | ISBN 978-4-06-538840-2 | —                    |                        |
| 22 | 9 czerwca 2025      | ISBN 978-4-06-539749-7 | —                    |                        |

## Anime
30 marca 2023 zapowiedziano telewizyjny serial anime, za produkcję którego odpowiada studio CloverWorks. Reżyserem został Toshifumi Akai, scenariusz napisał Hiroshi Seko, postacie zaprojektował Taishi Kawakami, a muzykę skomponował Ryō Takahashi. Seria była emitowana od 5 kwietnia do 28 czerwca 2024 w bloku Super Animeism Turbo stacji MBS i TBS. Motywem otwierającym jest „Zettai Reido” autorstwa natori, natomiast kończącym „Muteki” w wykonaniu Young Kee. Prawa do streamingu serii nabył Crunchyroll.
Po wyemitowaniu ostatniego odcinka pierwszego sezonu zapowiedziano sezon drugi. Jego emisja rozpoczęła się 4 kwietnia i zakończyła 20 czerwca 2025. Motyw otwierający, zatytułowany „Boyz”, został zaśpiewany przez grupę SixTones, natomiast końcowy, „It’s myself”, wykonał zespół shytaupe.

### Lista odcinków

#### Sezon 1
| №  | #  | Tytuł                                                             | Premiera         |
| -- | -- | ----------------------------------------------------------------- | ---------------- |
| 1  | 1  | Sakura Arrives at Furin Sakura to fūrin (サクラとフウリン)        | 5 kwietnia 2024  |
| 2  | 2  | The Hero of My Dreams Akogare no hīrō (憧れのヒーロー)            | 12 kwietnia 2024 |
| 3  | 3  | The Man Who Stands at the Top Itadaki ni tatsu otoko (頂に立つ男) | 19 kwietnia 2024 |
| 4  | 4  | Clash Shōtotsu (衝突)                                             | 26 kwietnia 2024 |
| 5  | 5  | A Gentleman Yasashī otoko (優しい男)                              | 3 maja 2024      |
| 6  | 6  | Vow to Follow Sono senaka o otte (その背中を追って)               | 10 maja 2024     |
| 7  | 7  | Fight to Win Make rarenai tatakai (負けられない戦い)              | 17 maja 2024     |
| 8  | 8  | Succeeding the Past Omoi o tsuide (思いを継いで)                  | 24 maja 2024     |
| 9  | 9  | Umemiya’s Style Umemiya no ryūgi (梅宮の流儀)                     | 31 maja 2024     |
| 10 | 10 | Dialogue Taiwa (対話)                                             | 7 czerwca 2024   |
| 11 | 11 | New Classmates Aratana kyūyū (新たな級と友も)                     | 14 czerwca 2024  |
| 12 | 12 | The Dependable One Tayora reru mono (頼られる者)                  | 21 czerwca 2024  |
| 13 | 13 | For a Friend Tomo no tame (友のため)                              | 28 czerwca 2024  |

### Sezon 2
| №  | #  | Tytuł                                                       | Premiera         |
| -- | -- | ----------------------------------------------------------- | ---------------- |
| 14 | 1  | Rage Ikari (怒り)                                           | 4 kwietnia 2025  |
| 15 | 2  | Conclusion Ketchaku (決着)                                  | 11 kwietnia 2025 |
| 16 | 3  | Re:Start                                                    | 18 kwietnia 2025 |
| 17 | 4  | The Senpai’s Teachings Senpai no oshie (先輩の教え)         | 25 kwietnia 2025 |
| 18 | 5  | A Place I Belong Ibasho (居場所)                            | 2 maja 2025      |
| 19 | 6  | Hidden Feelings Hisokana omoi (密かな想い)                  | 9 maja 2025      |
| 20 | 7  | Night Street Yoi no machi (宵の街)                          | 16 maja 2025     |
| 21 | 8  | Joint Front Kyōdō sensen (共同戦線)                         | 23 maja 2025     |
| 22 | 9  | Shall We Dance?                                             | 30 maja 2025     |
| 23 | 10 | Salvation Sukionote (救いの手)                              | 6 czerwca 2025   |
| 24 | 11 | After the Storm Arashi no ato (嵐のあと)                    | 13 czerwca 2025  |
| 25 | 12 | Strength For Another Dare ga tame no tsuyosa (誰が為の強さ) | 20 czerwca 2025  |

## Film live action
Adaptacja w formie filmu live action została zapowiedziana 20 czerwca 2025. Film wyreżyseruje Kentarō Hagiwara, scenariusz napisze Yōsuke Masaike, a za dystrybucję odpowiadać będzie Warner Bros.. Premiera w Japonii zaplanowana jest na grudzień 2025.

## Odbiór
W 2021 roku seria zajęła 20. miejsce w konkursie Next Manga Award w kategorii manga internetowa. Do manga 2022 seria sprzedała się w ponad 1,22 miliona egzemplarzy w wersji cyfrowej i papierowej.